# Eletrócito
O eletrócito, órgão elétrico, eletroplaca é uma célula usada pela raia-elétrica (Torpediniformes) assim como na enguia-elétrica, também conhecido como poraquê (Electrophorus electricus), para eletrogênese e eletrorecepção. São células em forma de discos que estão dispostas em uma sequência similar a uma bateria elétrica. Pode haver milhares dessas células, produzindo cada uma 0,15 Volts.

## Órgão Elétrico
O órgão elétrico é um órgão miogênico comum na maioria dos peixes elétricos, utilizado para os fins da criação de um campo elétrico, um comportamento utilizado para a navegação, bem como da comunicação em ambientes naturais.

## Descarga de um órgão elétrico
A descarga de um órgão elétrico é gerada por órgãos de animais como os de alguns peixes. Em alguns casos a descarga é forte e usada para proteção contra predadores; em outros casos é usada para orientação do animal. Pode chegar aos 2 metros de comprimento.

## Disparo da Descarga
Para descarregar os eletrócitos no momento correto, o peixe-elétrico usa seu núcleo disparador, um núcleo de neurônios. Quando o peixe encontra sua presa, os neurônios disparam a aceticolina subsequentemente emitidas pelos neurônios eletromotores dos eletrócitos, resultam em uma descarga do órgão elétrico.

## Localização
Nas Torpendiniformes elétricas como a raia-torpedo, as eletroplacas são encontradas próximas aos músculos peitorais e das brânquias. Na maioria dos outros peixes também podem ser encontradas próximas à cauda. Em um gênero, Malapterurus, os órgãos elétricos não são feitos de eletroplacas individuais, mas são constituídas a partir de cargas elétricas no epitélio, especificamente a pele.